# Deutscher Soldatenfriedhof Vladslo
Het Deutscher Soldatenfriedhof Vladslo is een militaire begraafplaats in de Belgische plaats Vladslo (Diksmuide). Er rusten 25.644 gesneuvelde Duitse soldaten uit de Eerste Wereldoorlog. De site staat sinds 2023 op de Unesco-Werelderfgoedlijst als onderdeel van inschrijving Begraafplaatsen en herdenkingssites van de Eerste Wereldoorlog (Westelijk Front).

## Beschrijving
De begraafplaats bevindt zich in het Praatbos, een drietal kilometer ten noorden van het centrum van Vladslo, nabij de grens met Koekelare. De begraafplaats is rechthoekig en is omgeven door een beukenhaag. Het is een groot groen gazon met daarin de vele kleine grafstenen met de namen van de soldaten. De grafstenen bevatten hoogstens twintig namen per steen. Daartussen staan enkele kruisjes en eiken.
Het toegangsgebouw is opgetrokken uit baksteen en heeft een schilddak met daarop een dakruiter met kruis. In een afgesloten ruimte liggen de namenlijsten van de gesneuvelden en het gulden boek.

### Treurend ouderpaar

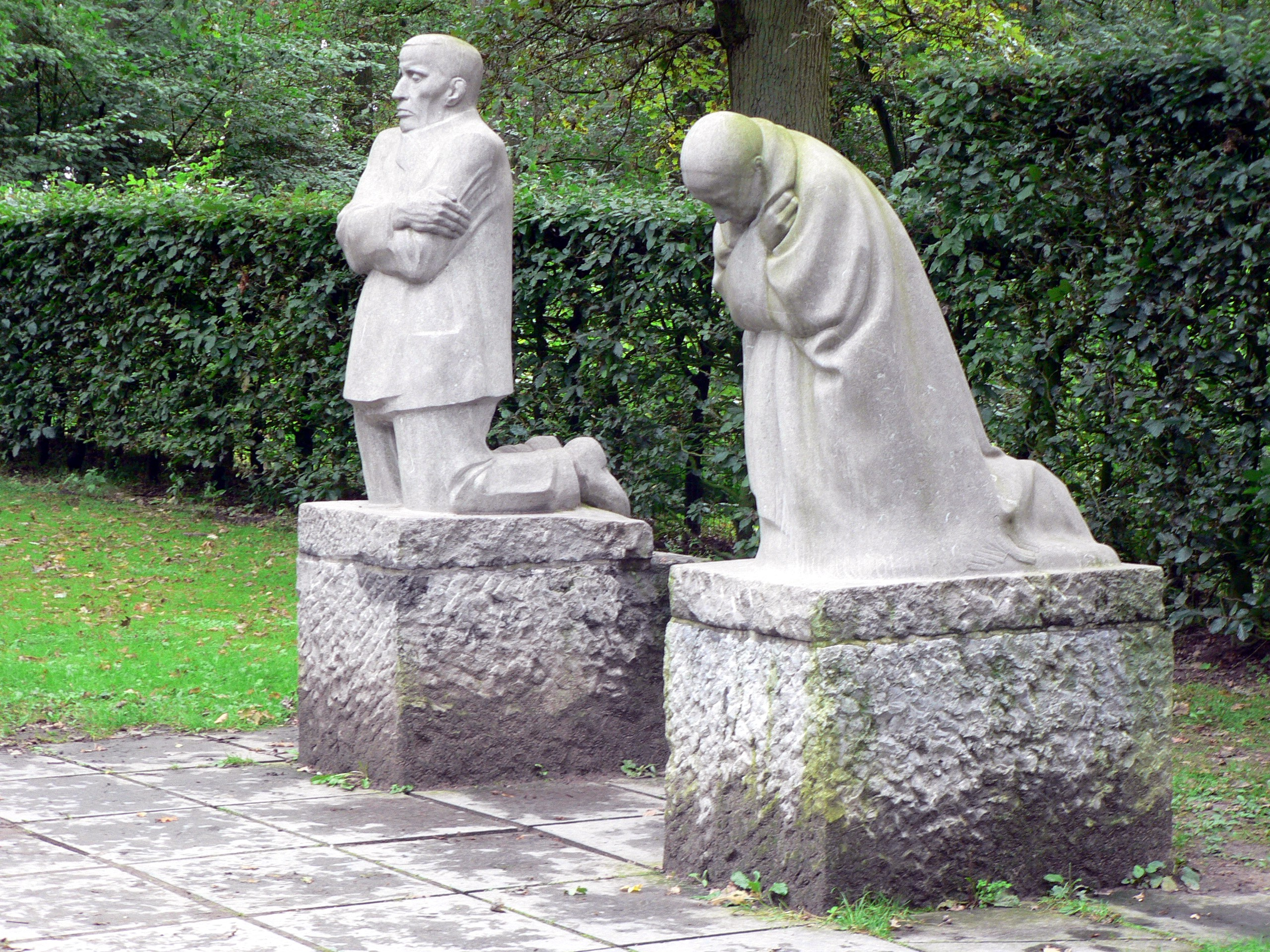
Treurend Ouderpaar

Op de begraafplaats staan de granieten beelden van het Treurend ouderpaar, gemaakt door de Berlijnse kunstenares Käthe Kollwitz in herinnering aan haar achttienjarige zoon Peter Kollwitz. Hij had vrijwillig dienst genomen als musketier en was op 23 oktober 1914 in het naburige Esen gesneuveld. Het graf van Peter ligt vlak voor het treurende ouderpaar. Het originele grafkruisje van Peter Kollwitz staat in het In Flanders Fields Museum.
In het beeldenpaar heeft Käthe Kollwitz een gebeiteld portret gemaakt van zichzelf en haar man Karl. De gescheiden beelden beleven hun verdriet elk voor zich. De knielende vader staart naar het graf van zijn zoon en heeft de armen voor de borst gekruist. De moeder is afgebeeld met gebogen hoofd en heeft haar hand in haar nek gelegd, alsof ze een kind wiegt. Er is geen spoor van trots over de gevallen held of dank voor het gebrachte offer. In hun rouw en gemis lijken de ouders zich vooral het verwijt te maken dat ze hun kind naar de oorlog hebben laten gaan. De nazi's beschouwden de kunst van Käthe Kollwitz dan ook als "ontaard".

## Geschiedenis
De eerste Duitsers werden al in het Praatbos begraven in oktober 1914, tijdens de Slag om de IJzer. Het leger installeerde er ook een verbandpost waar heel wat gewonden overleden, waardoor de begraafplaats groeide en tegen het eind van de oorlog 3.233 graven telde.
In de jaren 1956-1958 werden de meer dan honderd kleine Duitse militaire begraafplaatsen die verspreid lagen over Vlaanderen, teruggebracht tot vier. De stoffelijke resten werden overgebracht naar de verzamelbegraafplaatsen van Hooglede, Langemark, Menen en Vladslo. Vanuit meer dan zestig plaatsen werden meer dan 20.000 graven overgebracht naar Vladslo.
De beelden van het treurende ouderpaar waren op 24 juli 1932 geplaatst op de voormalige begraafplaats aan het Roggeveld in Esen, in aanwezigheid van de kunstenares. Ze werden in 1957 eveneens overgebracht naar Vladslo. De begraafplaats werd heringericht door de Duitse architect Robert Tischler en wordt onderhouden door de Volksbund Deutsche Kriegsgräberfürsorge. De grafstenen werden vervangen tussen 1989 en 1992.
Begin 1996 stelde de kleinzoon van Käthe Kollwitz voor om het Treurende ouderpaar te vervangen door een replica en de originelen naar Berlijn halen. De Vlaamse overheid wees dit af en in 1997 werd de begraafplaats beschermd als monument.
Op 20 september 2023 werd het Deutscher Soldatenfriedhof Vladslo, samen met 138 sites van de Eerste Wereldoorlog erkend door de Unesco als werelderfgoed.

## Eerbetoon
De begraafplaats is door Willem Vermandere bezongen in zijn lied "Vladslo", dat in 1995 verscheen op het album Mijn Vlaanderland.